# Арно Гарсия д’Астарак
Арно́ I Гарси́я Нонна́т (фр. Arnaud García Nonnat; ум. ок. 960) — первый граф Астарака с ок. 920 года, младший сын герцога Гаскони Гарсии II Санша, родоначальник Астаракского дома. Его прозвище «Ноннат» означает, что он родился в результате кесарева сечения.

## Биография
Год рождения Арно неизвестен. Он был младшим из трёх сыновей герцога Гаскони Гарсии II Санша. После смерти герцога Гарсии его владения были разделены между сыновьями. Старший, Санш IV Гарсия, получил графство Гасконь, включавшее владения в современном французском департаменте Ланды от Бордо до ворот Байонны, и от Эра до Лектура, а также герцогский титул, однако власть его оказалась ограничена только личными владениями. Второй, Гильом, получил графство Фезансак, а третий, Арно, — графство Астарак.
О правлении Арно известно очень мало. Его имя упоминается в «Кодексе Роды» и «Картулярии Оша». В состав его владений кроме собственно Астарака входили ещё Пардиак и Маньоак. Арно умер около 960 года. Поскольку его старший сын, Гильом, умер раньше отца, ему наследовал второй сын, Гарсия.

## Брак и дети
Имя жены Арно неизвестно. Дети:
- Гильом (ум. ок. 955/960)
- Гарсия (ум. до 975), граф Астарака
- Луис (ум. до 955)
- Арно (ум. после марта 975), граф д’Ор, регент Астарака ок. 975
- Герсенда (Факуилена) (ум. 30 августа после 955); 1-й муж: Раймунд I (ум. 956), граф Бигорра с ок. 930; 2-й муж: Ориоль Дат (ум. после 977), виконт